# Albertine Duhamel
Pour les articles homonymes, voir Duhamel.
Albertine Duhamel, née Albertine David-Nillet, le 16 mars 1871 à Paris et morte le 5 janvier 1937 à Paris, est la fondatrice des Guides de France.

## Biographie

### Histoire familiale
Albertine Duhamel, née Albertine Victoire Joséphine, fille de Joseph Hippolyte David-Nillet (1836-1886) et Marie Léontine David-Nillet (1839-1888), tous deux lapidaires. Elle naît à Paris 12e le 18 mars 1871durant la commune de Paris. Son père décède le 07 septembre 1886 à Paris 4e et sa mère le 21 janvier 1888 à Paris 12e. ils laissent cinq enfants en vie, dont le célèbre peintre Germain et Albertine avant-dernière enfant.
Elle a eu trois frères Léon Eléonor Germain David-Nillet, Célestin Joseph Gaston David-Nillet, Honoré Georges Emile David-Nillet et une sœur Jeanne Pauline Delphine David-Nillet. Elle a également eu un frère mort-né le 10 novembre 1864.
Orpheline à 14 ans, elle passe deux ans comme pensionnaire à l’institut Saint Odile.
Le 13 juin 1889, elle a, avec George Paul Duhamel, un fils, Raoul Charles Louis Duhamel.
Elle se marie le 23 janvier 1890 Paris 10e avec Georges Paul Duhamel né le 23 novembre 1864 Paris 3e.

### Engagement dans le patronage
À l’appel du cardinal Amette, elle est nommée secrétaire générale de l’Archiconfrérie des patronages féminins en 1910, affiliée à la ligue internationale des œuvres féminines catholiques à Rome, poste qu’elle occupe jusqu’en 1936. Elle sera à la tête de 3 000 patronages ou "patros", répartis en 62 diocèses.
Pour lutter la contre la pauvreté, elle est à l’origine de la création des « repas populaires à 1 franc » dans le Ier, Xième et XIIe arrondissements de Paris, du théâtre François Coppée, des « preventoria » et des maisons de repos des cures d’air françaises. » qu’elle dirige.

### Le tournant de la Première Guerre Mondiale
Pendant la Première Guerre mondiale, elle perd son fils unique. Raoul Duhamel sert la France comme sergent major du 5e régiment d’infanterie. Il décède le 8 octobre 1914 au Godat (51),.
Elle devient vice-présidente de la Sauvegarde de l'Enfance. 3 000 enfants y sont hospitalisés.
Elle est directrice, avec son mari, de la première école de rééducation de mutilés entre 1914 et 1919 qui  aide, durant cette période, 746 personnes.
En 1918, elle est nommée vice-présidente l'Office des pupilles de la nation pour le département de la Seine.

## La fondation des Guides de France

### Contexte d'apparition du guidisme en France
En 1920 Albertine Duhamel rencontre Marie Diémer, et commence alors à s'intéresser aux mouvements de scoutisme et à leur intérêt pour les filles, notamment au sein de patronages.
Renée de Montmort participe à l'organisation d'un premier camp international des guides dans sa propriété d'Argeronne, en 1922, camps international où l'on retrouve différentes délégations étrangères (Angleterre, Belgique, Danemark, Hollande, Suisse) ainsi que la Fédération française des éclaireuses, déjà existante. Albertine Duhamel y envoie une personne pour s'informer sur ce rassemblement.
Dès 1922, « des groupuscules rattachés à des paroisses ou à des patronages existent çà et là et mettent en application les méthodes du scoutisme. Ces tentatives spontanées ont lieu sans réflexions communes. Albertine Duhamel prend les choses en main et supervise des cours de cheftaines.»
Renée de Montmort, comme Marie Diemer ont essayé d'unifier les différents mouvements de guidisme naissant au sein d'une fédération au-delà des différences de confession. Cependant, Renée de Montmort et Marie Diemer observent la structuration des Guides de France catholiques, l'Église catholique refusant de perdre le monopole avec ses propres patronages au profit d'un mouvement créé par un militaire protestant.

### Le rôle d'Albertine Duhamel dans la fondation des Guides de France
Dans le but d’unifier les mouvements de guides catholiques sous la direction de l'Église, Albertine Duhamel est chargée à partir de 1923 par le cardinal Dubois, archevêque de Paris, de créer la Fédération des Guides de France qui naîtra le 16 mai 1923. Marie Diemer la pousse à accepter cette fonction de "chef guide", et elle fait sa promesse le 16 juillet 1923 devant le cardinal Dubois. À cette période les Guides de France regroupent les guides catholiques alors que la Fédération française des éclaireuses regroupe les unionistes, les israélites et les neutres.
Albertine Duhamel rencontre Lady Olave Baden-Powell lors du second camp international d'Argeronne en 1923.
« Malgré son attachement à la hiérarchie catholique, Albertine Duhamel, soucieuse de l'indépendance des Guides de France, a toujours refusé la nomination d'un aumônier général ».
Dès les premiers temps du mouvement des Guides de France, l'Église catholique française s'inquiète des conséquences de cette nouvelle forme d'éducation.«A trop enseigner aux filles la vie dans la nature, l'indépendance, la responsabilité, d'aucuns craignent qu'elles ne deviennent des "garçons manqués", ne s'éloignent des préceptes éducatifs séculaires.[...] Pour des jeunes filles dont le destin est de passer de la tutelle familiale à celle de leur mari, donner la possibilité d'une démarche personnelle et libre est quasiment révolutionnaire».

Fervente catholique, Albertine Duhamel base l'apprentissage pédagogique des guides de France sur des activités de plein air mais aussi des activités ménagères. En 1925, alors qu'elle définit les objectifs du guidisme, Albertine Duhamel écrit :

« N'oublions jamais que nous devons faire de nos guides des filles suivant la tradition française, des sœurs, des épouses, des mères digne de ce nom et dont le devoir premier commence à la maison. »

Mais elle écrit aussi dans le même texte : 

« Former des femmes de caractère est le premier but du guidisme : pour cela il faut d'abord armer leurs bras pour le combat »

.
Albertine Duhamel impulse  la mise en place d’une administration décentralisée pour les Guides de France avec un nouvel échelon provincial qu'elle met en place entre 1926 et 1930. Elle bénéficie de l’appui notable de Marie Diemer, pour ce qui est de la pédagogie, ainsi que de Renée de Montmort. Albertine Duhamel a une personnalité remarquée : «Son autorité était incontestable mais sa responsabilité, qu'elle estimait relever essentiellement d'une mission d'Eglise pour laquelle elle était investie, accentuait un autoritarisme naturel et l'exercice d'un pouvoir sans partage aux décisions parfois arbitraires".
Albertine Duhamel occupe le rôle de chef-guide jusqu’en 1934 et celui de présidente du Conseil d’Administration des Guides de France jusqu’en 1937.
Elle transmet cette fonction de chef-guide le 17 décembre 1934 durant une cérémonie en la salle Saint Jean de l’archevêché à Marie Thérèse de Kerraoul qui obtient la charge de chef-guide à la suite d’Albertine Duhamel.
Fin 1936, elle trouve l’énergie, malgré sa maladie, d’être présente pour accueillir lord et lady Baden Powell à Paris pour le 25e anniversaire des Eclaireurs.

## Fin de vie
Albertine Duhamel décède le 5 janvier 1937 à Paris.

## Médailles et reconnaissances à titre posthume
Albertine Duhamel a été décorée de la légion d’honneur, de la Reconnaissance Française et de la croix d’or Bene Merenti.
Un groupe des Scouts et Guides de France à Arras porte son nom.